# Liste der Bodendenkmäler in Bärnau
Auf dieser Seite sind die Bodendenkmäler in der Oberpfälzer Stadt Bärnau zusammengestellt. Diese Tabelle ist eine Teilliste der Liste der Bodendenkmäler in Bayern. Grundlage ist die Bayerische Denkmalliste, die auf Basis des Bayerischen Denkmalschutzgesetzes vom 1. Oktober 1973 erstmals erstellt wurde und seither durch das Bayerische Landesamt für Denkmalpflege geführt wird. Die folgenden Angaben ersetzen nicht die rechtsverbindliche Auskunft der Denkmalschutzbehörde.

## Bodendenkmäler der Gemeinde Bärnau

### Bodendenkmäler im Ortsteil Bärnau
| Lage              | Objekt | Akten-Nr.     | Bild |
| ----------------- | --- | ------------- | ---- |
| Bärnau (Standort) | Frühneuzeitliche Schanze Tillyschanze. | D-3-6140-0001 |      |
| Bärnau (Standort) | Archäologische Befunde des Mittelalters und der frühen Neuzeit im historischen Stadtkern von Bärnau.                                                                                                   | D-3-6140-0080 |      |
| Bärnau (Standort) | Archäologische Befunde des Mittelalters und der frühen Neuzeit im Bereich der Katholischen Pfarrkirche St. Nikolaus in Bärnau, darunter die Spuren von Vorgängerbauten bzw. älterer Bauphasen.         | D-3-6140-0082 |      |
| Bärnau (Standort) | Archäologische Befunde der frühen Neuzeit im Bereich der Katholischen Friedhofskapelle St. Michael in Bärnau, darunter die Spuren von Vorgängerbauten bzw. älterer Bauphasen.                          | D-3-6140-0083 |      |
| Bärnau (Standort) | Archäologische Befunde des Mittelalters und der frühen Neuzeit im Bereich der Katholischen Kirche St. Elisabeth in Bärnau, darunter die Spuren von Vorgängerbauten bzw. älterer Bauphasen.             | D-3-6140-0084 |      |
| Bärnau (Standort) | Archäologische Befunde des abgegangenen frühneuzeitlichen Schlosses von Bärnau, zuvor mittelalterliche Burg.                                                                                           | D-3-6140-0085 |      |
| Bärnau (Standort) | Archäologische Befunde der mittelalterlichen und frühneuzeitlichen Stadtbefestigung von Bärnau, darunter die Spuren zweier abgegangener Torhäuser.                                                     | D-3-6140-0086 |      |
| Bärnau (Standort) | Archäologische Befunde der frühen Neuzeit im Bereich der Katholischen Wallfahrtskirche zum Gegeißelten Heiland, sog. Steinberg-Kirche, darunter die Spuren von Vorgängerbauten bzw. älterer Bauphasen. | D-3-6140-0087 |      |
| Bärnau (Standort) | Frühneuzeitlicher Handwerksplatz und Hofwüstung Flusshütten. | D-3-6240-0018 |      |

### Bodendenkmäler im Ortsteil Ellenfeld
| Lage                 | Objekt                                                                                           | Akten-Nr.     | Bild |
| -------------------- | ------------------------------------------------------------------------------------------------ | ------------- | ---- |
| Ellenfeld (Standort) | Archäologische Befunde der frühen Neuzeit im Bereich des ehemaligen Schlosses von Wendern.       | D-3-6140-0081 |      |
| Ellenfeld (Standort) | Archäologische Befunde der frühen Neuzeit im Bereich des ehemaligen Schlosses von Hermannsreuth. | D-3-6140-0088 |      |

### Bodendenkmäler im Ortsteil Hohenthan
| Lage                 | Objekt | Akten-Nr.     | Bild |
| -------------------- | --- | ------------- | ---- |
| Hohenthan (Standort) | Archäologische Befunde des Mittelalters und der frühen Neuzeit im Bereich der Katholischen Pfarrkirche St. Bartholomäus in Hohenthan, darunter die Spuren von Vorgängerbauten bzw. älterer Bauphasen. | D-3-6140-0067 |      |
| Hohenthan (Standort) | Archäologische Befunde im Bereich einer abgegangenen frühneuzeitlichen Glashütte. | D-3-6240-0001 |      |
| Hohenthan (Standort) | Frühneuzeitliche Hofwüstung Kutscherhaus. | D-3-6240-0025 |      |
| Hohenthan (Standort) | Archäologische Befunde im Bereich einer abgegangenen frühneuzeitlichen Glashütte. | D-3-6240-0026 |      |

### Bodendenkmäler im Ortsteil Schwarzenbach
| Lage                     | Objekt | Akten-Nr.     | Bild |
| ------------------------ | --- | ------------- | ---- |
| Schwarzenbach (Standort) | Mesolithische Freilandstation. | D-3-6140-0016 |      |
| Schwarzenbach (Standort) | Mittelalterliche Wüstung. | D-3-6140-0060 |      |
| Schwarzenbach (Standort) | Archäologische Befunde des Mittelalters und der frühen Neuzeit im Bereich der Katholischen Pfarrkirche St. Michael in Schwarzenbach, darunter die Spuren von Vorgängerbauten bzw. älterer Bauphasen. | D-3-6140-0072 |      |

### Bodendenkmäler im Ortsteil Thanhausen
| Lage                  | Objekt                                                                                                  | Akten-Nr.     | Bild |
| --------------------- | --- | ------------- | ---- |
| Thanhausen (Standort) | Spätpaläolithische Freilandstation.                                                                     | D-3-6140-0019 |      |
| Thanhausen (Standort) | Archäologische Befunde im Bereich des ehemaligen Schlosses von Thanhausen, zuvor mittelalterliche Burg. | D-3-6140-0078 |      |